# レバノン (ペンシルベニア州)
レバノン（英: Lebanon）は、アメリカ合衆国ペンシルベニア州の都市。レバノン郡の郡庁所在地である。人口は2万6814人（2020年）。レバノン市はレバノン・バレーの中央にあり、州都ハリスバーグの東42キロメートルに位置している。

## 歴史

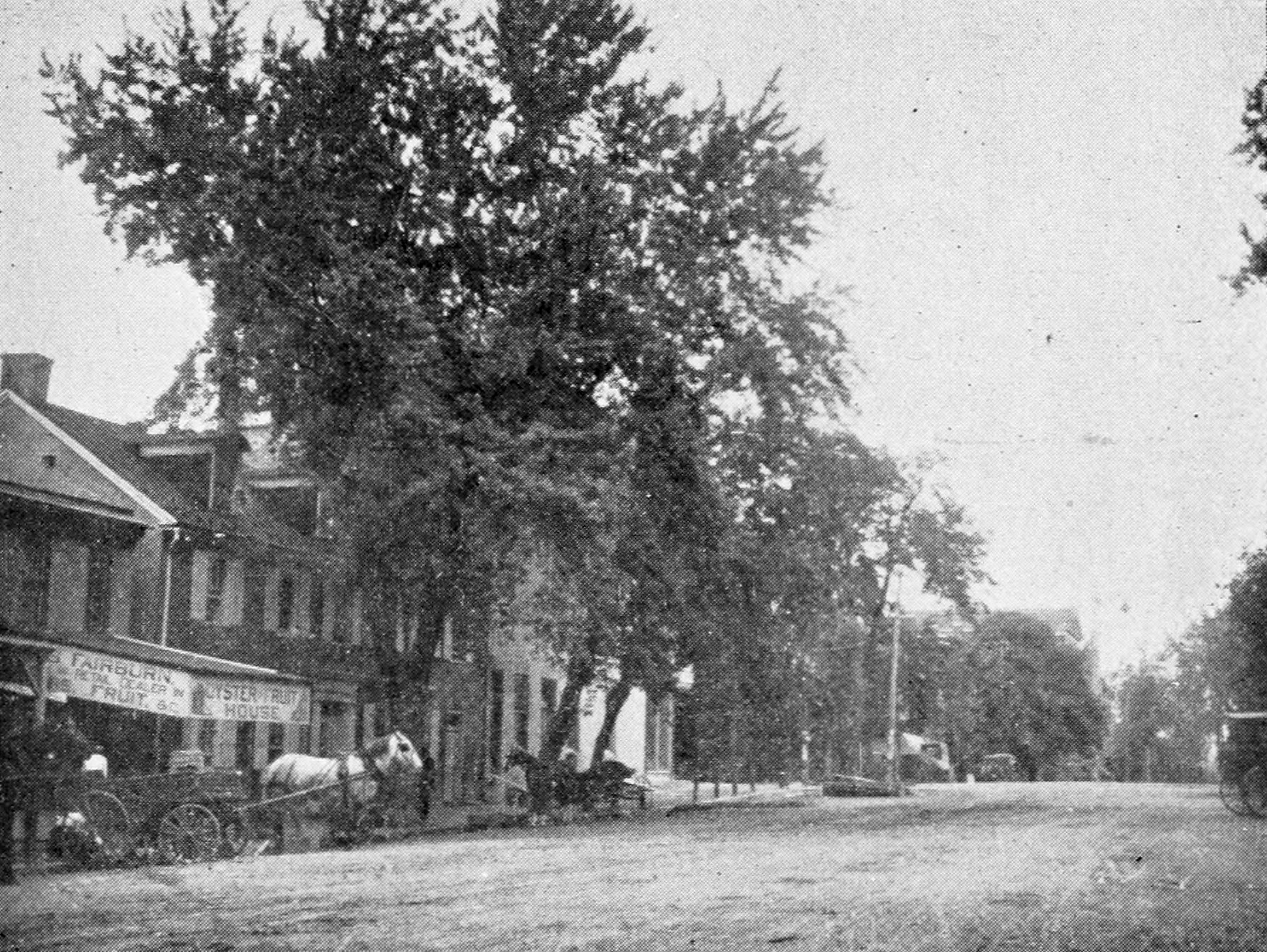
レバノンのセントラル・スクエア、1895年

現在レバノンとなっている地域に住んでいたインディアンは、ショーニー族、サスケハノック族、ガワニーズ族、レナペ族（またはデラウェア族）、およびナンティコーク族だった。レバノンには1720年にヨーロッパ人開拓者が入り、その多くは姓が「スタイツ」と「ライト」であり、そこを流れるクリークは「スタイツ・クリーク」と名付けられた。ライト家の家長がインディアンに対する砦を建設し、それを「ライトの砦」と名付けた。町は1753年に区画配置が決められ、1821年2月20日にはボロとして法人化され、さらに1885年11月25日に市となった。4人の委員と1人の市長で構成される市政委員会形態の政府を採用した。1900年の人口は17,628人だった。1910年で19,240人、1920年に24,643人、1940年で27,206人と推移した。
サラミに似ているソーセージであるレバノン・ボローニャの起源はここである。昔はベスレヘム・スチールが操業する大きな製鉄工場があった。

### 見どころ

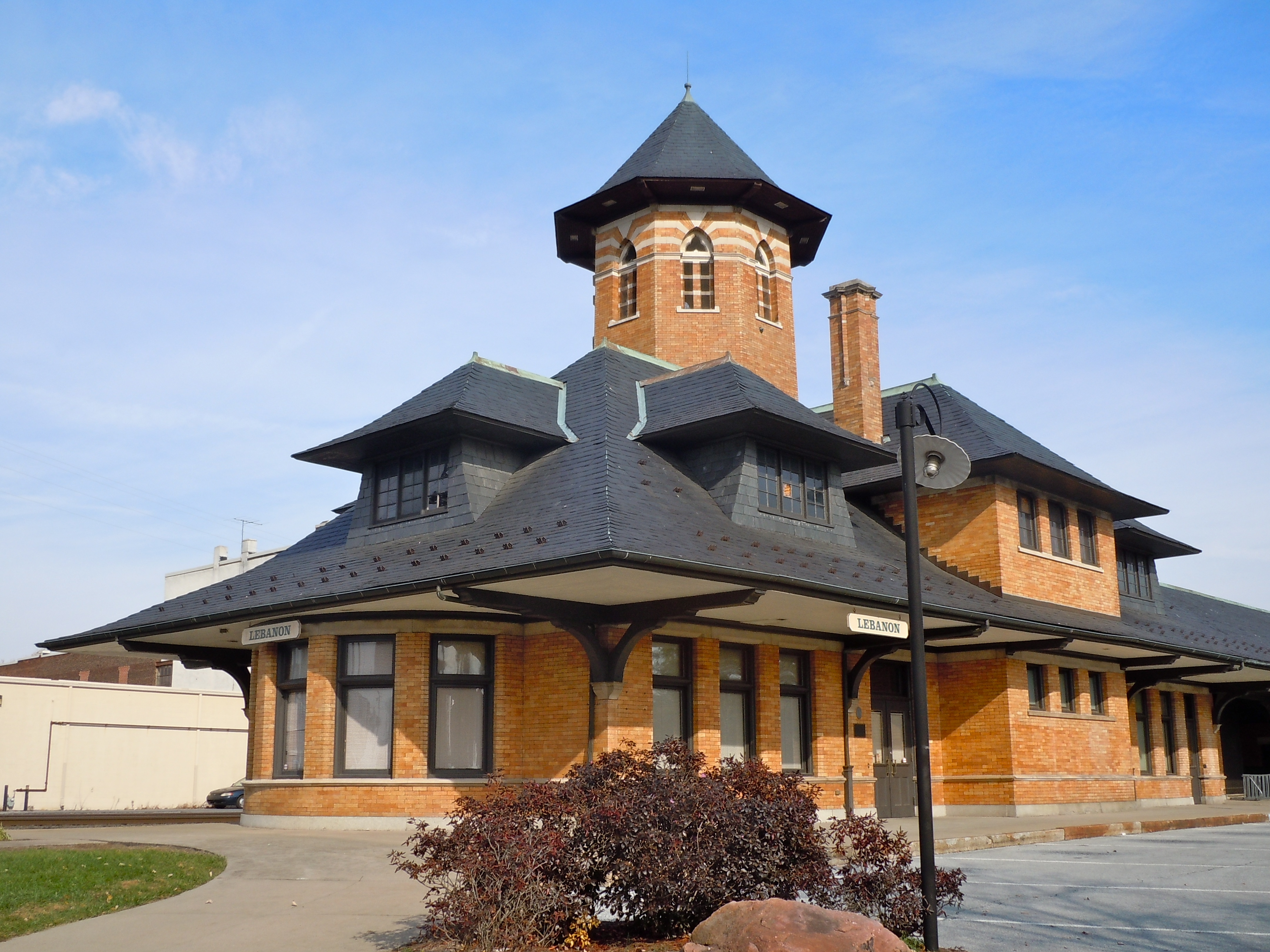
8番通りのレディング鉄道駅

下記見どころのリストはアメリカ合衆国国家歴史登録財に指定されているものである。
- ジョサイア・ファンク邸宅
- コーンウォール & レバノン鉄道駅
- チェスナット通りログハウス
- セントルークス・エピスコパル教会
- セイラム・エバンゲリカル・ルーテル教会
- レディング鉄道駅
- テイバー改革派教会

## 地理
アメリカ合衆国国勢調査局に拠れば、市域全面積は4.2平方マイル (11 km2)であり、全て陸地である。
レバノンの北と東はノースレバノン・タウンシップ（距離は4.5マイル、7.2 km）、南と東はサウスレバノン・タウンシップ（同3.22マイル、5.2 km）、西はウェストレバノン・タウンシップ（同1.07マイル、1.7 km）、南と西はノースコーンウォール・タウンシップ（同4.38マイル、7.0 km）に接している。クィッタパヒラ・クリークが市内を西に流れ、スワタラ・クリークを経て、サスケハナ川に注いでいる。

## 人口動態
2010年国勢調査での人種構成は次の通りだった。
人種別人口構成
- 白人: 74.1%
- アフリカン・アメリカン: 5.9%
- ネイティブ・アメリカン: 0.5%
- アジア人: 1.1%
- 混血: 3.2%
- ヒスパニック・ラテン系: 32.1%

以下は2000年国勢調査による人口統計データである。
| 基礎データ - 人口: 24,461 人 - 世帯数: 10,266 世帯 - 家族数: 6,056 家族 - 人口密度: 2,254.0人/km2（5,844.8 人/mi2） - 住居数: 11,220 軒 - 住居密度: 1,033.9軒/km2（2,681.0 軒/mi2） 人種別人口構成 - 白人: 85.50% - アフリカン・アメリカン: 3.23% - ネイティブ・アメリカン: 0.28% - アジア人: 1.02% - 太平洋諸島系: 0.10% - その他の人種: 8.11% - 混血: 1.76% - ヒスパニック・ラテン系: 16.43% 年齢別人口構成 - 18歳未満: 25.0% - 18-24歳: 8.4% - 25-44歳: 29.5% - 45-64歳: 20.5% - 65歳以上: 16.6% - 年齢の中央値: 36歳 - 性比（女性100人あたり男性の人口） - 総人口: 94.1 - 18歳以上: 90.8 | 世帯と家族（対世帯数） - 18歳未満の子供がいる: 28.4% - 結婚・同居している夫婦: 38.7% - 未婚・離婚・死別女性が世帯主: 15.0% - 非家族世帯: 41.0% - 単身世帯: 35.4% - 65歳以上の老人1人暮らし: 15.3% - 平均構成人数 - 世帯: 2.32人 - 家族: 3.00人 収入と家計 - 収入の中央値 - 世帯: 27,259米ドル - 家族: 34,045米ドル - 性別 - 男性: 26,957米ドル - 女性: 20,162米ドル - 人口1人あたり収入: 15,584米ドル - 貧困線以下 - 対人口: 16.2% - 対家族数: 12.8% - 18歳未満: 24.7% - 65歳以上: 10.5% |

## 教育
レバノン市の公共教育は、レバノン教育学区とコーンウォール＝レバノン教育学区が管轄している。私立学校としては、レバノン・カトリック高校、ブルーマウンテン・クリスチャン学校、ニューコブナント・クリスチャン学校、レバノン・クリスチャン・アカデミーがある。私立学校3校には代表チームのスポーツ部があり、小学部、中学部、高等学部がある。レバノン教育学区の生徒はレバノン郡職業訓練センターに入学することもできる。市内にハリスバーグ地域コミュニティカレッジのレバノン・キャンパスがある。

## 文化
レバノンは大晦日の真夜中にユニークな物を落としあるいは上げることで、ペンシルベニア州の数少ない町の1つである。ウィーバーの有名なレバノン・ボローニャの所有者、ゴッドシャルのクォリティ・ミーツが、毎年の祭のために巨大（150ポンド、68 kg）のレバノン・ボローニャを献じる。金属製の枠に収められ、消防署のはしご車につりさげられ、儀式の後で地元の救急隊に渡される。
インデアンタウンギャップ砦で1878年に起きた殺人事件は、全て青い目を持った6人の被告の裁判になった。彼らはレバノン郡庁舎で開催された裁判を傍聴した新聞記者から「青い目の6人」と呼ばれた。6人の中の5人が郡監獄で絞首刑に処された。この裁判は広く報道され、アーサー・コナン・ドイルの「シャーロック・ホームズ」シリーズの短編『赤毛組合』のヒントになった。
歴史の中のある時点で、レバノン郡庁舎と監獄はレバノン・ファーマーズマーケットの会場になっていた。しかし、人気あるファーマーズマーケットは2003年に南8番通りにある当初の広さ30,000平方フィート (2.800 m2) のマーケットハウスに戻った。この屋内市場には、キャンディ・ラマ、キーナー・プールトリー、プレッツェル・ツイスト、TTTスター・スシなどの店が入っている。これらに加えて、客は2階のニコーズ・レストランで座って食事できる。
2008年12月、マイク・ロウがホスト役となるディスカバリーチャンネルのテレビ番組『突撃!大人の職業体験』がレバノン・ボローニャの制作現場を撮影するために、セルツァーのスモークハウス・ミーツを訪問した。その後、同じ番組でワーツ・キャンディ・ショップも訪問した。
2010年、自主映画の『ペンシルベニア州レバノン』が制作された。この映画の舞台はレバノンだが、撮影は州内の他の場所で行われた。
レバノンの名前は古代の中東の国家レバノンから名付けられており、通常は[ˈlɛbənɒn]と発音される。しかしこのレバノン市の住民は[ˈlɛbənən] ("レバ・ニン") と発音し、さらに縮めて「レブ・ニン」あるいは「レプ・ニン」と発音することもある。この「レブ・ニン」は特にペンシルベニア・ダッチが引き継いできた伝統である。